# キングコングの逆襲
『キングコングの逆襲』（キングコングのぎゃくしゅう、King Kong Escapes）は、1967年（昭和42年）7月22日に公開された日本の特撮映画。製作は東宝。配給は日本では東宝、アメリカではユニバーサル・ピクチャーズがそれぞれ担当した。カラー、シネマスコープ（東宝スコープ）。監督は本多猪四郎、主演は宝田明。
東宝の創立35周年記念作品として、ランキン・バス・プロダクションとの提携により制作された。

## 概要
悪の科学者ドクター・フーの陰謀に、正義の怪獣キングコングが立ち向かう。ロボット版キングコングのメカニコングに加え、1933年版『キング・コング』（以下、原典）へのオマージュとしてゴロザウルスと大ウミヘビも登場するほか、モンド島でのキングコングとゴロザウルスの対決シーンも原典へのオマージュとなっている。
東宝製作によるキングコング作品としては、『キングコング対ゴジラ』に続く2作目であるが、前作とのつながりはない。本作品のキングコングは、ヒロインのスーザンに従順な性格と設定されているなど、テレビアニメ版と同様の正義の怪獣として描かれている。身長は『キングコング対ゴジラ』に比べて半分ほどの20メートルと設定されており、着ぐるみの顔もより原典に近い造形となっている。また、メカニコングもアメリカ側がデザインを用意したキャラクターである。
円谷英二は原典へのオマージュとして大ウミヘビを登場させたり、原典における髑髏島でのティラノサウルスとの戦いを本作品においてはモンド島でのゴロザウルスとの戦いとしたりするなど、リメイクを行っている。原典のティラノサウルスは前足が3本指だが、本作品でもそれに倣ってゴロザウルスは3本指となったため、設定もアロサウルスの一種とする徹底ぶりだった。
円熟した特撮技術による高水準の作品として評価されているが、興行的には成功せず、若年層には（1967年上映時の）同時上映作品『長篇怪獣映画ウルトラマン』の方が好評であったとされる。

## ストーリー
国際手配中である悪の天才科学者ドクター・フーは、某国の女工作員マダム・ピラニアの要請で、国連の科学者委員ネルソンと野村のアイディアを剽窃したロボット怪獣メカニコングを建造する。これを使い、北極の地下に眠る究極の核兵器素材である高エネルギー鉱石「エレメントX」の採掘を目論むが、エレメントXから発せられる磁気のため、メカニコングは作動不良に陥る。
同じころ、国連の原子力潜水艦エクスプロアー号は、海底油田調査のために南海の孤島モンド島近海を航行中、岩崩れに見舞われ、故障する。修理のために寄港したモンド島で、司令官のネルソンたちは伝説の巨獣キングコングと遭遇する。キングコングは乗員のスーザンに強い興味を持ち、その言葉を聞き分ける。
これを知ったマダム・ピラニアは、ドクター・フーに本物のキングコングを使っての採掘を提案する。北極地下に捕らえたキングコングを働かせるべく催眠術がかけられるが、すぐに解けてしまう。ドクター・フーはネルソン、野村、スーザンの3人を北極基地に連行し、キングコングに採掘を命じるよう脅迫する。
ついにキングコングは怒りを爆発させ、基地から逃走する。ドクター・フーは東京に上陸したコングを追い、東京湾に停泊した船からメカニコング2号を出動させる。この事態に、計画の露見を恐れて当初の目的からも逸脱していると考えたマダム・ピラニアはドクター・フーを見限り、ネルソンたちを船から逃走させる。スーザンは何とかキングコングに追いついて鎮めようとするが、そこへ出現したメカニコングが彼女をさらってしまう。キングコングとメカニコングの激闘は東京タワーへ移り、都下を見下ろす大決戦が始まった。やがて、マダム・ピラニアはメカニコングの制御装置を破壊しようとしてドクター・フーに射殺され、キングコングはスーザンを救出してメカニコングを東京タワーから突き落としてバラバラにさせる。
翌朝、キングコングは逃亡しようとするドクター・フーやその部下たちを湾上の船ごと沈めると、スーザンの呼びかけを背に故郷の島へ泳ぎ去っていくのだった。

## 登場怪獣
キングコング

ゴロザウルス

### 電子怪獣 メカニコング
ネルソン司令官と野村三佐が伝説の巨獣キングコングの能力を検証し、人工的に再現した国連のロボットの設計図を基にドクター・フーが作り上げた、金属色に輝くゴリラ型の巨大ロボット。建造のためのスポンサーは某国の工作員マダム・ピラニアの母国であり、本来の用途はこの某国が入手したがっている高エネルギー鉱石「エレメントX」の掘削であるため、戦闘用ではない。
採掘時には、胴回りにナパームを主原料とする削岩用のナパーム・ボンベを20個装着する。設定では両目に殺人光線を装備している。
1号機はエレメントXの鉱脈が帯びる強力な放射線の影響から、作動不能に陥る。次に建造された2号機の初仕事は、逃走したキングコングの追跡となる。東京へ輸送され、増上寺で始まったキングコングとの激戦は、東京タワーにまでおよぶ。2号機の頭部にはキングコング用の催眠光線投射機が装着され、東京タワーでのキングコング捕獲作戦に使用される。キングコングを催眠状態にすることに成功するものの、野村のライフルによって催眠光線投射機が破壊され、催眠状態から覚めたキングコングによって投射機は叩き飛ばされてしまう。その後は東京タワーに登り、人質をつかみながらキングコングと戦うなど高い機動性を示したが、東京タワー頂上付近の高圧線に触れてバランスを崩し、落下して地面に激突した衝撃で全壊して爆発する。
- アメリカのビデオクラフト社と日本の東映動画による日米合作アニメ作品『キングコング（英語版）』に登場する「ロボットコング」が基となっている[36][54]。美術の井上泰幸は、デザインもアメリカ側から提示されたものであったと証言している[30]。東宝特撮作品のロボット怪獣としては、映画『地球防衛軍』（1957年）のモゲラ以来である[15][54]。
- 当時のポスターでは「メカニ・コング」という表記も用いられ[出典 16]、書籍によってはこちらの表記に準じているものもある[1][24]。
- 鳴き声は『ウルトラセブン』のカプセル怪獣ウインダムに流用されている[55][56]。
- 『チビラくん』のゲゲボボの設計図にメカニコングのものが使用されている[57]。
- 2号機が東京に現れるシーンでは、東京湾内で貨物船から出撃する描写が撮影されていたが、未使用となった[58]。
- 『ゴジラ対メカゴジラ』およびその続編『メカゴジラの逆襲』に登場するメカゴジラは、特技監督の中野昭慶によると、プロデューサーの田中友幸が「ゴジラ誕生20周年」のイベントとして、「昔メカニコングってロボット怪獣があったけど、ゴジラのロボットは作れないかな」とアイディアを出したことから生まれた（詳細はメカゴジラ (昭和ゴジラシリーズ)#創作経緯を参照）。
- 漫画『怪獣王ゴジラ』では、悪の科学者であるマッド鬼山がメカニコングを再生・改造したメカニコングIIとして登場。メカゴジラIIIとともにゴジラと戦う。

造形
頭部造形は利光貞三、胴体は八木寛寿、八木康栄による。胴体は風呂マットなどに使われる「ハードスポンジ」（硬質ウレタン）で作られ、FRPを用いずに硬質な表皮を表現している。当初、肩の丸い保護パッドは無かったが、撮影時に取り付けられた。東京タワーのシーンでは、これを取り外して撮影している。腕は長・短の2種類が用意された。この違いを受け、かつては「メカニコングは2体作られた」とする文献も見られたが、後年には否定されている。足首部分はブーツ状になっている。
眼球には8mm映写機のランプを使用し、点灯が可能。
1尺サイズのFRP製ギニョールモデルも作られ、東京タワーのシーンで使われた。実物大の右手も制作された。
落下したメカニコングの残骸には、テレビの基板やメーサー車のパーツなどが混じっている。
キングコング役の中島春雄は、メカニコングを演じた関田裕について斜面を下るシーンでロボットらしさを崩さずにうまく演じていたと評している。

再登場案
本作品で合成スタッフを務めていた川北紘一にとっては、お気に入りの怪獣でもある。川北は、『ゴジラvsモスラ』の原型となった『ゴジラVSギガモス』ではアメリカ軍が開発したという設定で、『ゴジラvsメカゴジラ』の企画準備時点ではゴジラの対戦相手となる怪獣として、それぞれ登場させることを構想していたという。『ゴジラVSギガモス』の制作が見送られたのは、権利関係が東宝とアメリカとの間で曖昧であったため、これを明確にしようという意図もあったが、製作した場合にトラブルが生じる可能性があるとの回答がアメリカ側から出されたためである。
その後、川北は『幻星神ジャスティライザー』および『劇場版 超星艦隊セイザーX 戦え!星の戦士たち』にメカニコングをオマージュしたメカ巨獣ブルガリオを登場させている。

### 大ウミヘビ
モンド島近海に棲息する大きなウミヘビ。海底洞窟に棲んでいるとされる。牙には毒を持つ。
ネルソン一行がホバークラフトでモンド島からエクスプロアー号へ戻る際に突如現れ、襲いかかる。追ってきたキングコングに石を投げつけられたため、今度はコングを攻撃して強烈な巻きつきで苦しめるが、コングの怪力には敵わずに絶命する。
- 『キング・コング』に登場したエラスモサウルスのオマージュ・キャラクターである[74]。
- 頭部造形は利光貞三、胴体は八木康栄による。造形物は3メートルにおよぶ[73]。中島は、大ウミヘビとの戦闘シーンは一人芝居出会ったと述懐している[63]。
- 1973年に「東宝チャンピオンまつり」で公開されたリバイバル版では、登場シーンがカットされている。

## 登場兵器・メカニック

### 架空
エクスプロアー号
国連科学委員会が保有する調査用原子力潜水艦。小型のホバークラフトを艦載している。
海底油田の調査のためにモンド島付近を航行中に岩崩れで船体を損傷し、その修理のためにモンド島に寄港した際、乗員たちがキングコングと遭遇する。
- デザインは豊島陸が担当した。ミニチュアは、1/10スケールのものと1/15スケールのものが製作された。

ホバークラフト
エクスプロアー号に搭載されているホバー走行車。
- デザインは豊島陸が担当した。造形物は、ミニチュアと実物大のものが用いられた。

照明トラック（強力サーチライト車）
有蓋トラックの荷台にサーチライト1基を搭載している。東京タワーなどで戦うキングコングとメカニコングを照らし出す。

双胴船
ドクター・フーが保有する輸送船。船内にキングコング、メカニコング双方を搭載できる規模の格納庫を備え、上甲板はヘリコプター数機を同時に離着船できる飛行甲板となっている。ただし、固定武装は備えておらず、メカニコングを除くと乗員の携帯火器に留まる。モンド島へキングコング捕獲のために来襲する形で登場し、捕獲したキングコングを北極の基地へ輸送した後、基地から逃走したキングコングを追跡して東京湾に出現するが、発進させたメカニコングはキングコングに敵わず破壊される。翌朝にはキングコングに襲撃され、逃亡のために乗船していたドクター・フーとその部下たち共々東京湾へ沈められる。

ジェットヘリ
ドクター・フーが使用するヘリコプター。5機登場。メカニコングの操縦装置やキングコングの捕獲装置などを装備する。
- ミニチュアは郡司模型が製作。1/12.5スケールの大型モデル2機と、1/33スケールの小型モデル5機が用いられた。その後、『怪獣総進撃』の支援ヘリコプターや『緯度0大作戦』での観測船富士の甲板上のヘリ、『ガンヘッド』の墜落したヘリコプターの残骸などに改造された。

### 実在
自衛隊
- 61式戦車
- M4A3E8中戦車
- 1/4tトラック
- KV-107II-4中型輸送ヘリコプター（KV-107II しらさぎ）
- 75mm無反動砲M20
- 12.7mm重機関銃M2
- M1カービン

海上保安庁
- はるかぜ型巡視艇「あさかぜ」

ドクター・フー一味
- PBY カタリナ
- ブローニングM1919A4重機関銃
- M1カービン
- トンプソンM1短機関銃
- FN ブローニングM1910自動拳銃

## キャスト
- 野村次郎三佐[23][99][注釈 17] - 宝田明
- マダム・ピラニア[出典 33] - 浜美枝
- カール・ネルソン司令官[出典 34] - ローズ・リーズン（英語版）
- スーザン・ワトソン[出典 35] - リンダ・ミラー
- ドクター・フー[出典 36] - 天本英世
- フーの助手[出典 37] - 田島義文、堺左千夫
- 警備本部長[出典 38] - 北竜二
- モンド島の老人[出典 39]（モンド島の住人[33]） - 沢村いき雄
- フーの助手D[101][100]（フーの手下[99]） - 桐野洋雄
- エクスプロアー号乗組員[7][23] - 広瀬正一
- フーの手下[101][100] - 鈴木和夫、伊吹徹
- フーの助手C[出典 40] - 草川直也
- フーの手下A[出典 41] - 黒部進
- キングコング[出典 42]、野次馬[63] - 中島春雄
- メカニコング[110]、ゴロザウルス[110] - 関田裕
- ローズ・リーズンの声[111][112] - 田口計
- リンダ・ミラーの声[111][113] - 山東昭子
- 殺陣[26][23] - 久世竜

### キャスト（ノンクレジット）
- フーの手下 - 伊藤実[114]、勝部義夫[114]、桂伸夫[115][116]
- 輸送船船員（フーの手下） - 加藤茂雄[114]
- ジェットヘリ操縦士（フーの手下） - 由起卓也[114]
- エクスプロアー号乗組員 - 岡豊[114]、オスマン・ユセフ[114]
- 自衛隊員、エクスプロアー号乗組員 - 岡部正[114]
- 自衛隊員 - 久野征四郎[114]、坂本晴哉[114]、橘正晃[114]
- 警備本部員 - 坪野鎌之[114]
- 国連新聞記者 - アンドリュー・ヒューズ[114][100]
- 野次馬：高野文子[117]

### キャスト（海外版）
- マダム・ピラニア、スーザン・ワトソンの声[19] - ジュリー・ベネット（英語版）
- ドクタ・フーの声 - ポール・フリーズ[118]

ローズ・リーズンは自身が担当したネルソン司令官を除く男性キャラクターの吹き替えは全てフリーズが担当し、女性キャラクターの吹き替えは全てベネットが担当したと証言している。

## スタッフ
参照
- 製作 - 田中友幸
- 脚本 - 馬渕薫
- テクニカル・アドバイザー - アーサー・ランキン
- 撮影 - 小泉一
- 美術 - 北猛夫
- 録音 - 吉沢昭一
- 照明 - 髙島利雄
- 音楽 - 伊福部昭
- 整音 - 下永尚
- 監督助手 - 佐野健
- 編集 - 藤井良平
- 音響効果 - 西本定正
- 現像 - 東京現像所
- 製作担当者 - 坂本泰明
- 特殊技術
  - 撮影 - 富岡素敬、真野田陽一
  - 光学撮影 - 徳政義行
  - 美術 - 井上泰幸
  - 照明 - 岸田九一郎
  - 合成 - 向山宏
  - 操演 - 中代文雄
  - 監督助手 - 中野昭慶
- 特技監督 - 円谷英二
- 監督 - 本多猪四郎

### スタッフ（ノンクレジット）
- 監督助手 - 藤井誠之助[7]
- スチール - 山崎淳[7]
- 特殊技術
  - 撮影助手 - 山本武[要出典]
  - 光学撮影 - 川北紘一[7]
  - 美術助手 - 白崎治郎[7]
  - 火薬 - 山本久蔵[要出典]
  - 造形チーフ - 利光貞三[要出典]
  - 造形助手 - 安丸信行[要出典]
  - スチール - 石月美徳[7]

### スタッフ（海外版）
- プレゼンテーション - アーネスト・L・スキャンロン[19]
- 制作 - ランキン・バス・プロダクション[19]
- エグゼクティブ・プロデューサー - ジュールス・バス[19]
- プロデューサー、監督 - アーサー・ランキン・Jr[19]
- 台本 - ウィリアム・J・キーナン[19]
- ポストプロダクション・スーパーバイザー - ライリー・ジャクソン[19]
- 吹替演出 - ポール・フリーズ[19]
- 録音  - グレン・グレン・サウンド[19][119]

## 製作
『キングコング対ゴジラ』製作時に東宝が得たキングコングの使用権は5年間有効であったため、契約終了前にもう1本製作すべく企画された。前年に『ロビンソン・クルーソー作戦 キングコング対エビラ』として企画されたが、交渉が折り合わず、ドクター・フーやメカニコングの登場など、同時期に製作されていたテレビアニメ版と設定を通わせた展開に変更された。このテレビアニメ版を制作していたビデオクラフト・インターナショナル代表のアーサー・ランキン・Jrが、本作品にはテクニカル・アドバイザーとして参加している。

### 配役
絶叫女優役は、アメリカ側が連れて来たリンダ・ミラーが務めた。当時のミラーはモデルなどの活動中であり、演技の経験はなかったが、雑誌『女性セブン』でのグラビアがランキン・Jrの目に止まり、起用された。
当初、マダム・ピラニア役には若林映子が予定されていたが、東宝との契約を更新せずフリーとなったことから、浜美枝が代役を務めた。

### 特撮
本作品の登場怪獣は身長20メートル程度と設定されているため、身長50メートルのゴジラが登場するゴジラシリーズでは1/25スケールでミニチュアが制作されていたのに対し、本作品では1/15スケールとなっており、大きく緻密なミニチュアが用いられているのが特徴である。
本作品に使用された東京タワーのミニチュアセットは「2体の着ぐるみ怪獣がよじ登って格闘する」という前提で設計されており、破損や転落事故を防ぐため、「釘打ちによる木製」ではなく「溶接組み立てによる鉄骨製」という頑丈かつ大掛かりで贅沢なものとなっている。ただし、一部の壊される部分には柔らかい素材が使用された。製作は、『モスラ』でも東京タワーを手掛けた戸井田製作所による。
本作品の一部に『キングコング対ゴジラ』『フランケンシュタインの怪獣 サンダ対ガイラ』の映像が使われている。
東宝特撮映画にたびたび登場する61式戦車のミニチュアだが、本作品で初めてエンジン内蔵のラジコン自走型となった。それまでのミニチュアは、自走はできても方向転換はできず、直接ピアノ線で引いて向きを変えながら撮影が行われた。
本作品の合成は、通常のフィルムとマスク合成用のフィルムに、三色分解したRGB（赤・緑・青）それぞれのモノトーンフィルムを加えた5本のフィルムを用いている。これにより、従来のブルーバック合成で生じていた輪郭のチラつきがなくなった。この方式は手間がかかって効率が悪いことから本作品限りであったが、合成を担当した川北紘一は、クオリティは素晴らしいと自負している。

### 海外公開版でのおもな相違
いくつかの差異はあるものの、『キングコング対ゴジラ』ほどの改変は見られない。
- 劇中の文字やセリフの英語への置き換えや吹き替え。撮影では外国人キャストは英語で喋っていたが、リンダ・ミラーは映画俳優組合に所属していなかったため、英語版でも吹替に差し替えられた[121]。
- タイトルロール直後、スーザンがエクスプロアー号の艦内を歩いて司令室へ向かうというシーンがある[3]。
- ゴロザウルスとの格闘シーンなどでは、音楽が少し編集されており、タイミングも異なる。
- ドクター・フーがチーフ（田島義文）にモンド島での待機を命じるシーンがカットされている。
- 劇中でのメカニコングの呼称が「ロボット」もしくは「ロボット・コング」。
- モンド島の長老だけは、最後のシーンを除き、沢村いき雄による音声のままである。

## 備考
「北極で三つ巴の戦いを繰りひろげるキングコング、メカニコング、ゴロザウルス」というスチル写真があるが、このシーンは劇中に存在しない。
予告編にはネルソンが記者からの質問に対し、「ニューヨークへ連れて帰って、また壊されたらどうするの」と答えるシーンがあるが、公開された完成版ではこの台詞が「ニューヨークへ連れて来ても、たぶん、もてあましますよ」に変更されている。
音楽は『キングコング対ゴジラ』と同じく伊福部昭が手掛けたが、ゴジラシリーズなど伊福部による他の怪獣映画では各怪獣のモチーフが継続して用いられているものが多いのに対し、本作品では同作品でのキングコングのテーマは用いられていない。2018年3月にサントラのCDがリリースされた。
「怪獣にそっくりなロボット怪獣で対抗する」というアイディアは水木しげるの漫画『怪獣ラバン』（1958年）や『ゲゲゲの鬼太郎』（大海獣）などのエピソードが先であり、水木も自身が1950年代に最初に作った旨を述べている。

## 再上映
1973年（昭和49年）12月20日には「東宝チャンピオンまつり」で再上映された。上映時間は59分となっている。主に、以下の変更がなされている。ラストには、『ゴジラ対メカゴジラ』の宣伝がなされている。
- 大ウミヘビの登場シーンをすべてカット。[独自研究?]
- スーザンを追ったコングがエクスプロアー号を揺らすシーンと、スーザンがそれを止めるよう説得するシーンをカット。[独自研究?]

1983年（昭和58年）には、20歳前後の世代を中心に数年前より起きていたゴジラのリバイバルブームに応じて全国主要都市で行われた特集上映「復活フェスティバル ゴジラ1983」の1本としてゴジラシリーズの人気作とともにセレクトされ、オリジナル公開版がニュープリント上映された。

## 同時上映
1967年版
- 長篇怪獣映画ウルトラマン
  - 脚本 - 金城哲夫ほか／監督 - 円谷一／主演 - 黒部進／円谷プロダクション作品

1973年版
- ウルトラマンタロウ 燃えろ! ウルトラ6兄弟
- 侍ジャイアンツ
- エースをねらえ!
- 科学忍者隊ガッチャマン
- 山ねずみロッキーチャック

## 映像ソフト
- VHS 品番TG4229[20][132]
- LD 品番TLL2386[132]
- DVD - 2004年1月30日に発売[133]。ジャケットにはDVD発売時と近い時期に撮影された東京タワーの写真が使用されている。特典には予告編やノンテロップ版の予告編、1973年のリバイバル版を収録[133]。オーディオコメンタリーは富岡素敬[133]。
- Blu-ray - 2021年5月12日に発売。